# Wilfried Rothe
Wilfried Rothe (* 7. August 1937; † 2017) war ein deutscher Fußballspieler. In den 1960er-Jahren spielte er für Chemie Leipzig in DDR-Oberliga, der höchsten Liga im DDR-Fußball.

## Sportliche Laufbahn
1960 wurde der 23-jährige Wilfried Rothe mit der Betriebssportgemeinschaft (BSG) Motor Schkeuditz Bezirksmeister im DDR-Bezirk Leipzig. Damit war der Aufstieg in die drittklassige II. DDR-Liga verbunden. Dort bestritt Rothe mit der BSG Motor zwei Spielzeiten, bis die Mannschaft 1963 wieder in die Bezirksliga abstieg.
Zur Saison 1964/65 schloss sich Rothe dem Oberligisten Chemie Leipzig an. Als nach dem 6. Spieltag der bisherige Stammstürmer Hans-Georg Sannert für längere Zeit ausfiel, kam Rothe für ihn in die Oberligamannschaft. Bis zur Winterpause bestritt er alle restlichen Punktspiele, wurde in der Rückrunde jedoch nur noch sporadisch in drei Oberligaspielen eingesetzt. In allen zehn Punktspielen spielte er bis auf eine Ausnahme auf der linken Angriffsseite. Sein erstes Tor für die Oberligamannschaft erzielte Rothe im Achtelfinalspiel des DDR-Pokals beim 3:1-Sieg über den ASK Vorwärts Berlin mit dem 1:0-Führungstreffer. In den Oberligaspielen schoss er nur ein Tor am letzten Spieltag. Ausnahmsweise in diesem Spiel als Rechtsaußen aufgeboten, erzielte er beim 2:0-Heimsieg über den SC Empor Rostock den Endstand. Zu Beginn der Saison 1965/66 kam Rothe zunächst in vier der sechs Vorrundenspiele im Inter-Cup zum Einsatz, wo er auch einmal zum Torerfolg kam. In der Oberliga spielte er nur am 7., 9. und 19. Spieltag. Am Gewinn des DDR-Pokals 1966 war Rothe in keinem der Spiele beteiligt.
Nach seinen dreizehn Oberligaspielen bei Chemie Leipzig kehrte Rothe zu Beginn der Saison 1966/67 wieder zur BSG Motor Schkeuditz zurück, die immer noch in der Bezirksliga vertreten war. In die oberen Fußball-Ligen kehrte Wilfried Rothe nicht mehr zurück.